# 1 صموئيل 5
1 صموئيل 5 هو الفصل الخامس من سفر صموئيل الأول في العهد القديم من الكتاب المقدس المسيحي، أو الجزء الأول من سفر صموئيل الأول في الكتاب العبري. وفقًا للتقاليد اليهودية، يُنسب الكتاب إلى النبي صموئيل، مع إضافات النبيين جاد الرائي وناثان، لكن العلماء المعاصرين ينظرون إليه على أنه مجموعة من النصوص المستقلة من مختلف العصور من ج. 630-540 قبل الميلاد. يصف هذا الفصل كيف أخذ الفلستيون تابوت العهد، وهو جزء من "قصة التابوت" (صموئيل الأول 4: 1-7: 1) ضمن قسم يتعلق بحياة صموئيل (صموئيل الأول 1: 1-7: 17).

## النص
تمت كتابة هذا الفصل في الأصل بـاللغة العبرية. وهي مُقسمة إلى 12 آية.

### شواهد نصية
بعض المخطوطات المبكرة؛ التي تحتوي على نص هذا الفصل بـالعبرية هي من تقليد المخطوطات الماسورتية، والذي يتضمن مخطوطات القاهرة للأنبياء (895)، ومخطوطة حلب (القرن العاشر)، ومخطوطة ليننغراد (1008). تم العثور على قطع تحتوي على أجزاء من هذا الفصل بالعبرية بين مخطوطات البحر الميت بما في ذلك 4Q51 (4QSam a ؛ 100-50 قبل الميلاد) مع الآيات الموجودة 8-12.
تتضمن المخطوطات القديمة الموجودة للترجمة إلى اليونانية الكوينية المعروفة باسم السبعينية (تم إجراؤها في الأصل في القرون القليلة الماضية قبل الميلاد) المخطوطة الفاتيكانية ( B؛ {\displaystyle {\mathfrak {G}}} ب; القرن الرابع) والمخطوطة الإسكندرانية ( أ؛ {\displaystyle {\mathfrak {G}}} أ; القرن الخامس).

## أماكن
- أسدود
- دير آبان
- عقرون
- جت (مدينة)

## الفترة
وقعت أحداث هذا الأصحاح في نهاية سفر القضاة حوالي 1100 ق.م.

## تحليل
لقد ظهرت قوة تابوت العهد؛- من تلقاء نفسه- على الفلستيين من خلال تدمير تمثال داجون (الآيات 1-5)، وكذلك مرض وموت القوم في المدن الفلستية (الآيات 6-12)، مما يعني ضمناً أن التابوت بالفعل يمتلك القوة اللازمة لانتصار الإسرائيليين، لذا كانت الهزيمة العسكرية بإذن الله وكان الاستيلاء على التابوت عقابًا على قلة احترام إسرائيل له. يسلط هذا الأصحاح الضوء على "قوة يهوه" (الآيات 6، 7، 9، 11) التي ضربت الفلستيين "بالأورام"، مشيرًا إلى "تقليد الخروج" ( Exodus 9:15–16) على "سيادة يهوه على الآلهة الأخرى". تشير الأحداث إلى 1 Samuel 2:1–10، في حين توفر أيضًا "جسرًا بين الاستيلاء على التابوت في الإصحاح 4 وعودته إلى إسرائيل في الإصحاح 6

## التابوت في جت (5: 8-9)
كان من المعتاد في الشرق الأدنى القديم؛ حمل أصنام آلهة المقهورين إلى معبد الغالبين، ووضعها بجانب أصنام آلهتهم، توضيحاً لـتفوق الأخيرة على الأولى. ومع ذلك، هنا يتم عرض قوة يهوه على داجون (الآيات 2-5)، مع إذلال داجون مرتين في معبده في أسدود: في اليوم الأول: تم إلقاء تمثال داجون أمام التابوت، وفي الثاني: تم فصل رأس التمثال ويديه، وتم إلقاؤهما على العتبة (مقدماً دافع مرضي؛ لشرح سبب تجنب الأسدوديين المشي على عتبة معبدهم).

### الآية 1
وأخذ الفلستيون تابوت الرب، وأتوا به من حجر المعونة إلى أسدود
- " الفلستيون ": مجموعة من الناس قادمون من منطقة شمال شرق البحر الأبيض المتوسط (والتي تشمل جزيرة كريت؛ راجع عاموس 9 : 7) ودخلوا "فلسطين" (المشتقة من "الفلستيين") حوالي عام 1200 قبل الميلاد.[15]
- " حجر المعونة": حرفيًا، "الحجر، النجدة"، حيث "الاسم الثاني بدل الأول"؛ ويبدو أن هذا يشكل الاسم الذي عُرف به الحجر. يتم استخدام التعبير هنا وفي 1 صموئيل 7: 12، ولكن على عكس 1 صموئيل 4: 1، فإن الكلمة الأولى تفتقر إلى أداة التعريف.[16]
- " أسدود": (باليونانية: "أزوتوس Azotus"، أعمال الرسل 8: 40؛ الآن "إسدود Es-dûd")، إحدى المدن الخمس الرئيسية للفلستيين، تقع بالقرب من البحر، على بعد حوالي 35 ميل (56 كـم) غرب القدس، 12 ميل (19 كـم) شمال عسقلان. وقد تم تخصيصها ليهوذا (يش 15: 47)، ولكن تم احتلالها فقط في عهد عزيا Uzziah(أخبار الأيام الثاني 26: 6). دمر يوناثان المكابي المدينة (مكابي 1 10: 84)، ولكن أُعيد بناؤها بعد الغزو الروماني ليهودا.[17]

### الآية 2
وأخذ الفلستيون تابوت الرب وأدخلوه إلى بيت داجون وأقاموه بجانب داجون
- " داجون ": صنم فلستي،[19] وهو أيضًا إله سامي، تم تحديده في النصوص الأوغاريتية على أنه أبو بعل.[13]

### الآية 6
ولكن ثقلت يد الرب على أهل أسدود، فدمرهم وهاجمهم بالأورام في أسدود وأرضها
- "الأورام" (طبعة الملك جيمس: البواسير): أو "أكوام النزيف"، أو على الأرجح "الدمامل".[17] يشير ذكر "الفئران" في الفصل التالي مع "الأورام" إلى أن هذا التفشي يمكن أن يكون الطاعون الدملي.[21]
- وفي الترجمة السبعينية اليونانية والفولغاتا اللاتينية إضافة " وقفزت الفئران في وسط أرضهم، وحدث ذعر عظيم من الموت في المدينة"[22]

## التابوت في عقرون (5: 10-12)
ربما تم اختيار جت لاستضافة التابوت، لأنه لم يكن هناك هيكل لداجون، حيث "ينسب الفلستيون الطاعون إلى العداوة بين يهوه وداجون".

### الآية 8
فأرسلوا التابوت وجمعوا كل أسياد الفلستيين وقالوا: ماذا نصنع بتابوت إله إسرائيل؟ فقالوا: «ليُحمل تابوت إله إسرائيل إلى جت»، وحملوا إلى هناك تابوت إله إسرائيل».
- "أيها السادة": من كلمة الجمع الفلستيةd סַרְנֵ֨י "sar-nê"؛ صيغة المفرد منهاseren؛ مشابهة للكلمة اليونانية "tyrannos" (الإنجليزية: "tyrant").
- "جت": تسمى الآن "تل الصافي"، وتقع على بعد 12 ميلاً (19 كم) شرق أسدود، وتقع عند سفح جبال يهودا. وكانت مسقط رأس جولايث Goliath (صموئيل الأول 17: 4)، وحيث لجأ داود من اضطهاد شاؤول (صموئيل الأول 21: 10، صموئيل الأول 27: 3).

## التابوت في عقرون (5: 10-12)
يبدو أن وصف الكوارث؛ التي لحقت بعقرون يشير إلى خطورة أكبر من تلك الموجودة في أسدود وجت. يمكن أن تكون الرسالة الضمنية هي أنه كلما طال احتفاظ الفلستيون بالتابوت، كلما كان العقاب من إله إسرائيل أشد.

### الآية 10
فأرسلوا تابوت الله إلى عقرون
ولما وصل تابوت الله إلى عقرون، صرخ العقرونيون قائلين: قد أحضروا تابوت إله إسرائيل ليذبحونا وشعبنا 
- " عقرون": الآن "تل مقني" (بالعبرية) أو "خربة المُقنا" (بالعربية)، وهي أقصى المدن الفلستية الخمس الكبرى إلى الشمال، وتبعد حوالي 11 ميل (18 كـم) شمال مدينة جت، 22 ميل (35 كـم) غرب القدس. وقد خصصت لسبط يهوذا (يوشع 15: 45-46)، واحتلها الإسرائيليون في فترة قصيرة (سفر القضاء 1: 18).
- "ليذبحنا نحن وشعبنا": بالعبرية حرفيًا "لي، ليذبح شعبي" (أيضًا في 1 صموئيل 5: 11)؛ يبدو أن صيغة المفرد تشير إلى "سيد" المدينة؛ المتحدث الرسمي.

1. ↑  Halley 1965، صفحة 179.
2. ↑  Hirsch، Emil G. "SAMUEL, BOOKS OF". www.jewishencyclopedia.com. مؤرشف من الأصل في 2023-06-11.
3. ↑  Knight 1995، صفحة 62.
4. ↑  Chapman 2016، صفحة 90.
5. ↑  Würthwein 1995، صفحات 35-37.
6. ↑  Ulrich 2010، صفحات 265–266.
7. ↑  Dead sea scrolls - 1 Samuel نسخة محفوظة 2023-10-24 على موقع واي باك مشين.
8. ↑  Fitzmyer 2008، صفحة 35.
9. ↑  4Q51 at the Leon Levy Dead Sea Scrolls Digital Library نسخة محفوظة 2023-11-05 على موقع واي باك مشين.
10. ↑  Würthwein 1995، صفحات 73-74.
11. ↑   هذه المقالة تحوي نصا ذو ملكية عامة: هبرمان، تشارلز (المحرر). "Codex Sinaiticus" . الموسوعة الكاثوليكية. شركة روبرت أبلتون. {{استشهاد بموسوعة}}: الوسيط |ref=harv غير صالح (مساعدة) والوسيط غير المعروف |ألسنة= تم تجاهله (مساعدة)
12. ↑  Chapman 2016، صفحة 93.
13. 1 2 3 4  Jones 2007، صفحة 203.
14. ↑  1 Samuel 5:1 KJV
15. ↑  Coogan 2007، صفحة 405 Hebrew Bible.
16. ↑  NET Bible  [لغات أخرى]‏, Note on 1 Samuel 4:1
17. 1 2 3 4 5 6 7  Cambridge Bible for Schools and Colleges. 1 Samuel 5. Accessed 28 April 2019. نسخة محفوظة 2021-10-28 على موقع واي باك مشين.
18. ↑  1 Samuel 5:2 KJV
19. ↑  Note on 1 Samuel 5:2 in NKJV
20. ↑  1 Samuel 5:6 NKJV
21. ↑  Coogan 2007، صفحة 406 Hebrew Bible.
22. ↑  Note on 1 Samuel 5:6 in NKJV
23. 1 2  1 Samuel 5:10 MEV
24. ↑  1 Samuel 5:8 Hebrew text analysis. Biblehub نسخة محفوظة 2021-10-27 على موقع واي باك مشين.
25. ↑  Coogan 2007، صفحة 407 Hebrew Bible.
26. ↑  "1 Samuel 5 Cambridge Bible for Schools and Colleges". biblehub.com. مؤرشف من الأصل في 2021-10-28. اطلع عليه بتاريخ 2023-11-05.
27. ↑  Keil, Carl Friedrich; Delitzsch, Franz. Commentary on the Old Testament (1857-1878). 1 Samuel 5. Accessed 24 Juni 2018. نسخة محفوظة 2021-10-28 على موقع واي باك مشين.

## روابط خارجية
- الترجمات اليهودية:
  - شموئيل الأول- صموئيل الأول- الفصل الخامس (الصحافة اليهودية)، النص العبري والترجمة الإنجليزية [مع تعليق راشي] على موقع Chabad.org
- الترجمات المسيحية:
  - الكتاب المقدس على الإنترنتعلى موقع GospelHall.orgالنسخة الأمريكية القياسية، الكتاب المقدس باللغة الإنجليزية )
  - بوابة 1 صموئيل الفصل 5 الكتاب المقدس

المراجع
1. ↑  The whole book of 1 Samuel is missing from the extant المخطوطة السينائية.[11]